# Айларовы
Айла́ровы (осет. Айлартæ) — осетинская фамилия.

## Антропонимика
Айлартæ — из тюркского [ай] — ‘месяц, луна’ + [лар] — показатель мн.ч.
Согласно предположению А. В. Дарчиева, осет. Айлар происходит от мужского имени арабо-персидского происхождения Аллаяр (Allayar), означающего «последователь Аллаха, идущий за Аллахом».

## Происхождение
Айларовы изначально жили в алагирском селении Урсдон, отсюда они расселились в сторону Дигорского и Туальского обществ. Часть из них поселились в сел. Мидаггаг-кау в Цейском ущелье, но и здесь земельный голод заставил их искать новые земли. Далее они направились в Мамисонское ущелье где основались в отселке Велта (осет. Уелтæ) крупного села Тиб. Также Айларовы считаются основателями сел. Кадысар (Гуршеви), расположенного на левом берегу реки Чанчахи.

## Генеалогия
Арвадалта
Амбаловы, Гуссаловы, Дзигасовы, Дзугаевы
Генетическая генеалогия
IN75251 — G2a1a1a1b1 (DYS505=9, YCAII=19,21, DYS438=9, DYS391=9)

## Известные представители
Искусство
- Асахмат Арпханович Айларов (1953) — актёр, режиссёр, драматург. Народный артист РСО-Алании, заслуженный деятель искусств РСО-Алании.
- Измаил Харитонович Айларов (1924—2018) — осетинский поэт и прозаик.
- Оллана Таймуразовна Айларова (1980) — талантливый иконописец, автор статей о религиозной живописи, иконографии христианских сюжетов.
- Таймураз Татариевич Айларов (1940) — живописец, член Союза художников.

Спорт
- Амзор Николаевич Айларов (1982) ― российский футболист, полузащитник.
- Заур Казбекович Айларов (1991) ― российский профессиональный боксер, чемпион мира по версиям WBF, WBL.
- Ирбек Викторович Айларов (1976) — российский дзюдоист, мастер спорта международного класса.
- Юрий Семёнович Айларов (1935—2015) — советский и российский тренер по боксу.